# 角田楓佳
角田 楓佳（つのだ ふうか、2004年10月24日 - ）は、埼玉県さいたま市出身の女子サッカー選手。三菱重工浦和レッズレディース所属。ポジションはミッドフィールダー。
サッカー日本代表選手の角田涼太朗は実兄。

## 経歴・人物

### ユース
さいたま市立与野西中学校、埼玉県立浦和北高等学校から早稲田大学人間科学部へ進学。
幼少年代に地元与野のサッカースクールでサッカーを始め、北浦和サッカースポーツ少年団を経て浦和レッドダイヤモンズ・レディース・ジュニアユースに入団。
ジュニアユース時代の2019年にはJFA 第24回全日本U-15女子サッカー選手権大会にキャプテンとして大会優勝を経験した。
ジュニアからユース年代になると、浦和レッドダイヤモンズ・レディース・ユースでも主力選手となり、JFA 第26回全日本U-18女子サッカー選手権大会（2023年）ではキャプテンとしてプレーし、準決勝まで進出している。

### シニア
2023年2月より三菱重工浦和レッズレディーストップチームに昇格した。

### 代表
2020年にU-17サッカー日本女子代表候補選手に選出され、トレーニングキャンプにも参加したが､新型コロナウイルス感染症の世界的流行の影響などで国際大会が軒並み中止になったことなどもあり、この年代での国際試合出場経験はない。
2024年3月にウズベキスタンで行われたAFC U20女子アジアカップ2024へ出場したU-20日本女子代表（監督 狩野倫久）に選出され、本大会ではグループステージ初戦のベトナム戦と準決勝のオーストラリア戦、決勝戦の朝鮮民主主義人民共和国戦に先発出場、グループステージの2試合に途中出場と全試合に出場を果たした。
同年9月にコロンビアで行われる2024 FIFA U-20女子ワールドカップの代表メンバーにも選出された。

## 個人成績

### クラブ
| クラブ                       | シーズン | リーグ | 背番号 | リーグ戦 | リーグ戦 | カップ戦 | カップ戦 | リーグ杯 | リーグ杯 | AFC  | AFC  | 合計 | 合計 |
| クラブ                       | シーズン | リーグ | 背番号 | 出場     | 得点     | 出場     | 得点     | 出場     | 得点     | 出場 | 得点 | 出場 | 得点 |
| ---------------------------- | -------- | ------ | ------ | -------- | -------- | -------- | -------- | -------- | -------- | ---- | ---- | ---- | ---- |
| 三菱重工浦和レッズレディース | 2021-22  | WE     | 29     | 2        | 0        | -        | -        | —        | —        | —    | —    | 2    | 0    |
| 三菱重工浦和レッズレディース | 2022-23  | WE     | 29     | 5        | 0        | -        | -        | 2        | 0        | —    | —    | 7    | 0    |
| 三菱重工浦和レッズレディース | 2023-24  | WE     | 14     | 15       | 1        | 4        | 0        | 2        | 0        | 4    | 0    | 25   | 1    |
| 三菱重工浦和レッズレディース | 2024-25  | WE     | 14     | 19       | 2        | 4        | 0        | 1        | 0        | 4    | 2    | 28   | 4    |
| 三菱重工浦和レッズレディース | 通算     | 通算   | 通算   | 41       | 3        | 8        | 0        | 5        | 0        | 8    | 2    | 62   | 5    |
| 通算                         | 日本     | 日本   | 1部    | 41       | 3        | 8        | 0        | 5        | 0        | 8    | 2    | 62   | 5    |
| 総通算                       | 総通算   | 総通算 | 総通算 | 41       | 3        | 8        | 0        | 5        | 0        | 8    | 2    | 62   | 5    |

1. 1 2  2種登録選手
2. 1 2  2023 AFC女子クラブ選手権の成績。
3. 1 2  AFC女子チャンピオンズリーグ2024/25の成績。

- WEリーグ
  - 初出場 - 2021年10月31日 第7節 ジェフ千葉レディース戦 (フクダ電子アリーナ)[13]
  - 初得点 - 2024年5月18日 第21節 INAC神戸レオネッサ戦 (ノエビアスタジアム神戸)[13]

- AFC女子チャンピオンズリーグ
  - 初出場 - 2024年10月6日 AWCL2024/25 グループステージC 第1節  オリッサFC（英語版） (トンニャット・スタジアム)[14]
  - 初得点 - 2024年10月6日 AWCL2024/25 グループステージC 第1節  オリッサFC (トンニャット・スタジアム)[14]

### 代表

#### 主な出場歴
- U-20日本女子代表
  - 2024年 - AFC U20女子アジアカップ
  - 2024年 - FIFA U-20女子ワールドカップ

## タイトル

### クラブ
- 三菱重工浦和レッズレディース
  - WEリーグ: 2回 (2022-23、2023-24)
  - AFC女子クラブ選手権: 1回 (2023)
  - WEリーグカップ: 1回 (2022-23)
  - 皇后杯 JFA 全日本女子サッカー選手権大会: 1回 (2024)

### 個人
- WEリーグ
  - 優秀選手賞: 1回 (2024-25)